# Alexandra Karlsson Tyrefors
Alexandra Karlsson Tyrefors (Södertälje, 13 augustus 2001) is een Zweeds actrice. Ze is vooral bekend door haar hoofdrol in de televisieserie En helt vanlig familj.

## Biografie
Karlsson Tyrefors speelde in 2023 in de SVT-productie Västra gymnasiet, waarin ze de rol van Agnes vertolkte. In datzelfde jaar speelde ze de hoofdrol van Stella Sandell in de serie En helt vanlig familj op Netflix.